# Mikuláš Peksa
Mikuláš Peksa, né le 18 juin 1986 à Prague, est un biophysicien et homme politique tchèque, membre du Parti pirate.
Peksa rejoint le parti pirate tchèque en 2013. Lors de l'élection législative tchèque de 2017, il est élu membre de la Chambre des députés.
Il est élu député européen et succède à la tête du Parti pirate européen à sa compatriote Markéta Gregorova, qui choisit de se consacrer à cette seule fonction, le 5 novembre 2019. Lui quitte alors la fonction de quatrième vice-président de l'important Parti pirate de leur pays.

## Biographie
Peksa étudie la biophysique à la faculté de mathématiques et de physique de l'Université Charles de Prague, plus particulièrement la résonance magnétique nucléaire, et travaille en tant que chercheur et ingénieur en logiciel.